# 아마기촌
아마기촌(安真木村)은 후쿠오카현 다가와군에 있던 촌이다. 현재의 가와사키정 일부에 해당한다.